# Taktshang
Taktsang (en dzongkha: སྤ་གྲོ་སྟག་ཚང་, también conocido como el Monasterio Taktsang Palphug y el nido del Tigre) es un lugar sagrado budista Vajrayana en el Himalaya, localizado en un acantilado en el valle de Paro en Bután. Es una  de las trece cuevas del Nido del Tigre en el Tíbet, donde Padmasambhava enseñó a Vajrayana.
Un complejo de monasterios más tardío fue construido en 1692, alrededor de la cueva de Taktsang Senge Samdup, donde el Gurú Padmasambhava meditó e instruyó a sus estudiantes, que incluyen a Yeshe Tsogyal antes de que partiera del reino del Tíbet en el siglo IX temprano. Se considera que Padmasambhava introdujo el budismo de Vajrayana a Bután, el cual era entonces parte del Tíbet, y es una deidad tutelar del país.
El santuario dedicado a Padmasambhava, también conocido como Gu-ru mTshan-brgyad Lhakhang o «el Santuario del Gurú con Ocho Nombres», se refiere a las Ocho Manifestaciones de Padmasambhava. Es una estructura construida alrededor de la cueva en 1692 por Gyalse Tenzin Rabgye. Se ha convertido en un icono cultural de Bután. Un festival popular llamado Tsechu, dedicado a Padmasambhava, es celebrado en el valle de Paro durante marzo o abril.

## Historia

### Trasfondo y leyendas
Según el Namthar del Lhakhang, el cual significa literalmente la «Guarida de la Tigresa», se cree que Padmasambhava (Gurú Rinpoche) voló a esta ubicación desde Singye Dzong en la espalda de una tigresa. Este sitio estuvo consagrado para domar el demonio del Tigre.

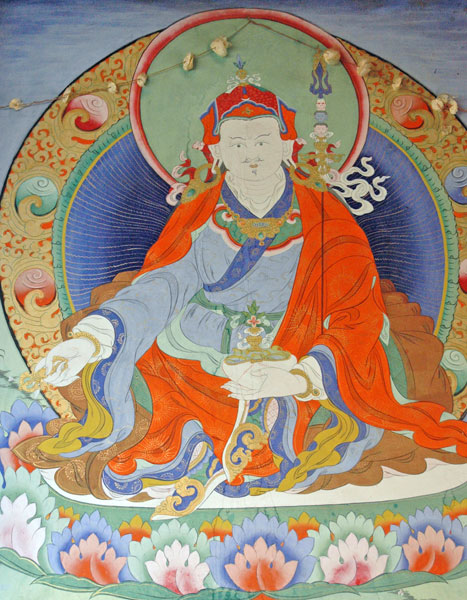
Gurú Padmasambhava, fundador de la cueva de meditación. Fresco en el puente de Paro

Una leyenda alternativa sostiene que una exesposa de un emperador, conocido como Yeshe Tsogyal, se convirtió en una discípula de Padmasambahva en el Tíbet. Ella se transformó a sí misma en una tigresa y llevó al Gurú en su espalda hasta la ubicación presente del Taktsang en Bután. En una de las cuevas, el Gurú meditó y emergió como ocho encarnaciones (manifestaciones); entonces el lugar se convirtió en santo. Como resultado, el sitio comenzó a ser llamado «el Nido del Tigre».

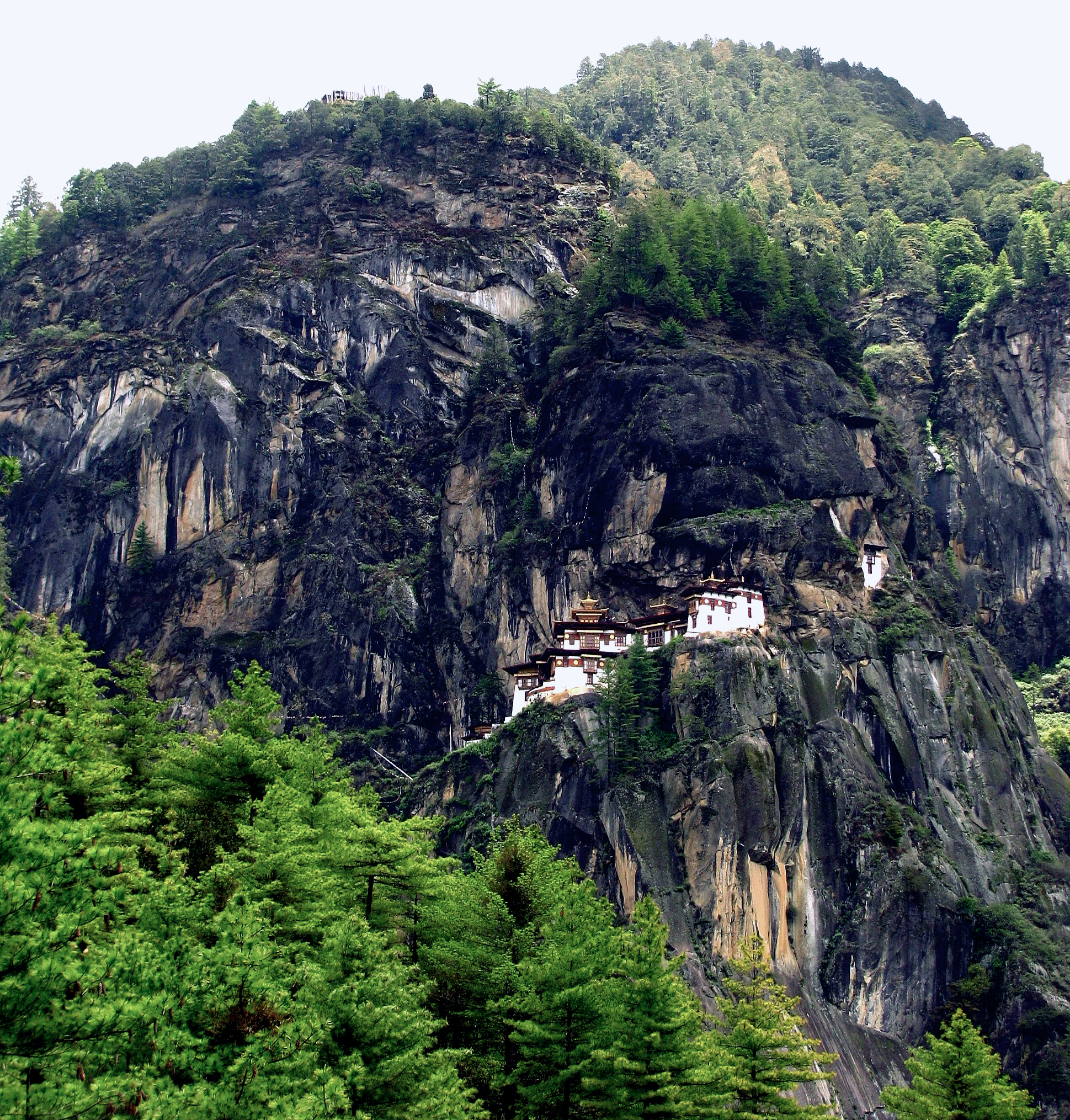
Vista del acantilado

La leyenda popular del monasterio de Taktsang se enriquece con la historia de Tenzin Rabgye, quien construyó el templo en 1692. Ha sido mencionado por autores que Padmasmabhava reencarnó de nuevo en la forma de Tenzin Rabgye. Las pruebas que buscan corroborar esta afirmación explican que: Tenzin Rabgye fue visto (por sus amigos) al mismo tiempo en el interior y el exterior de su cueva; una pequeña cantidad de comida era suficiente para alimentar a todos los visitantes; nadie resultó herido durante el culto (a pesar de que la vía de acceso al monasterio era peligrosa y resbaladiza); y la gente del valle de Paro vio en el cielo varias formas de animales y símbolos religiosos, incluida una lluvia de flores que aparecía y también se desvanecía en el aire sin tocar la tierra.

### Establecimiento como sitio de meditación
Como se ha explicado anteriormente, el monasterio fue construido alrededor de la cueva Taktsang Senge Samdup, donde la tradición sostiene que el Gurú indio Padmasambhava meditó en el siglo VIII. Voló al lugar desde el Tíbet sobre la espalda de Yeshe Tsogyal, quien  se transformó en tigresa y llegó hasta al acantilado, el cual fue señalado como el lugar indicado para levantar un monasterio. Él estableció el budismo y la escuela Nyingmapa del budismo Mahayana en el país, y ha sido considerado el «santo protector de Bután». Más tarde, Padmasmbahva visitó el distrito de Bumthang para someter a una poderosa deidad ofendida por un rey local. Se dice que la huella del cuerpo de Padmasambhava está impresa en la pared de una cueva cerca del templo Kurje Lhakhang.

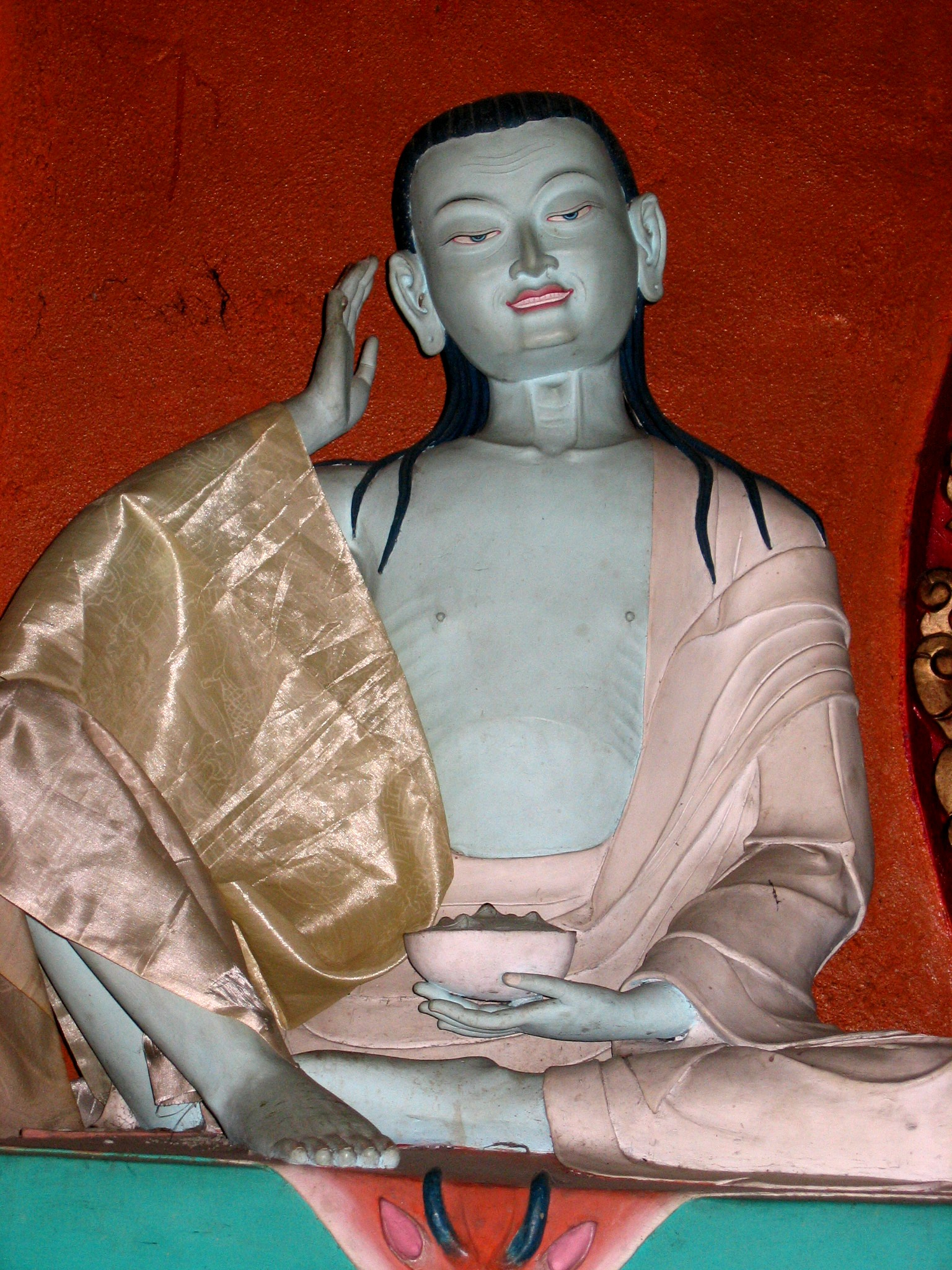
Milarepa (1040–1123), quien meditó en la cueva en Taktsang

Desde el siglo XI, muchos santos tibetanos y figuras eminentes vinieron a Taktsang para meditar, incluyendo Milarepa (1040–1123), Pha Dampa Sangye (murió en 1117), el tibetano Machig Labdrön (1055–1145) y Thangton Gyelpo (1385–1464). En la última parte del siglo XII, la Escuela Lapa fue establecida en Paro. Entre los siglos XII y XVII, muchos Lamas, quienes provenían del Tíbet, construyeron en Bután sus santuarios.

### DelsigloXVIIal presente: el monasterio moderno

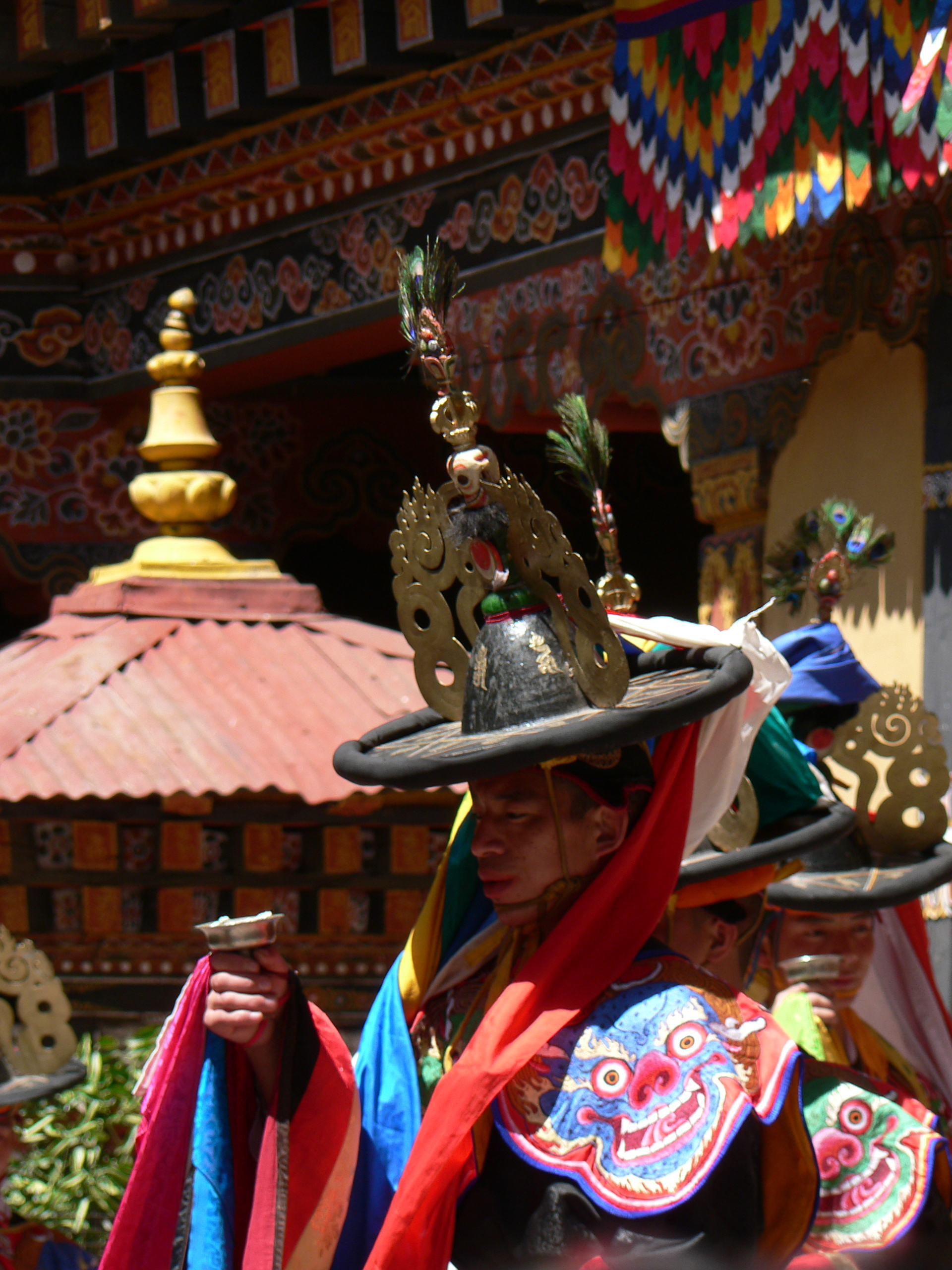
Tsechu – El baile de los monjes de Sombrero Negros fue iniciado por Pema Ligpa de Bumthang

En el siglo XVII, Tertön Pema Lingpa de Bumthang, quien fundó muchos monasterios en varias partes de Bután, también jugó un papel decisivo en la creación de formas de danza religiosas y seculares a partir de su concepción del 'Zandog Pelri' (la montaña de color cobrizo), que era la morada del Gurú Padmasambahva (en el mismo lugar que Taktsang). Esta danza se realiza en Paro como el festival Tsche.
Durante la época de Ngawang Namgyal, de la secta Drukpa, un sistema administrativo se estableció en el país. A su debido tiempo, se estableció en Bután como un «modelo de gobierno» y fue conocido como el «Shabdrung», gozando deplena autoridad. Quería establecer un edificio en el lugar de Taktsang Pel Phuk. Fue durante una invasión tibetana de Bután en 1644-46 que Shabdrung y su maestro Nyingmapa tibetano gTer-ston Rig-’dzin sNying-po invocaron a Padmasambhava y a las deidades protectoras de Taktsang para que pudieran triunfar sobre los extranjeros. Realizó los rituales bka ’brgyad dgongs ’dus asociados con las celebraciones del Tshechu. Bután ganó la guerra contra el Tíbet. Sin embargo, Shabdrung no pudo construir un templo en Takstsang para celebrar el evento, aunque tenía intenciones de llevar a cabo el proyecto.
El deseo de Shabdrung de construir un templo en dicha ubicación se cumplió durante el 4.º Druk Desi Tenzin Rabgye (1638–96), el primer y único sucesor de Shabdrung Ngawang Namgyel. Durante su visita a la cueva sagrada de Taktsang Pel Phuk en la temporada de Tshechu de 1692, sentó las bases para la construcción del templo dedicado a Gurú Rinpoche, llamado el 'Templo del Gurú con Ocho Nombres' (gu ru mtshan brgyad lha-khang). Fue una decisión tomada por Tenzin Rabgye mientras estaba de pie en la cueva con vista al valle de Paro. En ese momento, dirigía el festival de danzas religiosas Tshechu. En aquel tiempo los únicos templos cuya existencia fuera conocida y que contaran con elevaciones más altas, eran el Zangdo Pelri (Zongs mdog dPalri) y Ugyen Tsemo (Urgyan rTse-mo).

### Incendio
El 19 de abril de 1998, un fuego irrumpió en el edificio principal del monasterio, el cual contenía pinturas valiosas, artefactos y estatuas. Se cree que el incendio fue causado por un cortocircuito eléctrico o por las lámparas de mantequilla parpadeantes que iluminan los tapices colgantes. Durante el fuego, un monje falleció. Los trabajos de restauración emprendidos tuvieron un coste estimado de 135 millones de ngultrum. El Gobierno de Bután y el entonces Rey de Bután, Jigme Singye Wangchuck, supervisaron la restauración del dañado monasterio en 2005.

## Geografía

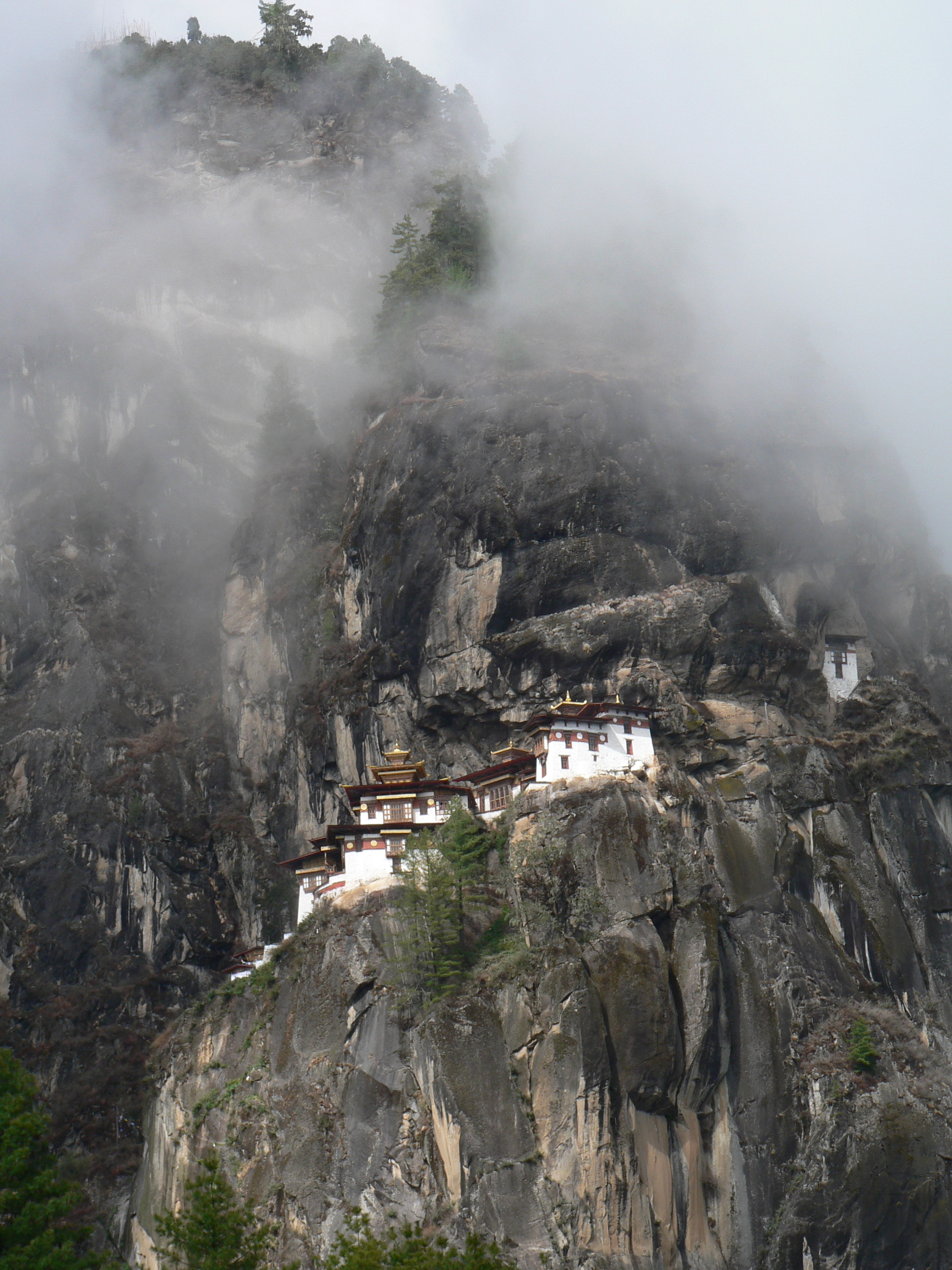
Nubes cubriendo los alrededores del monasterio

El monasterio está localizado 10 kilómetros al norte de Paro y cuelga en un acantilado a 3,120 metros, aproximadamente a 900 metros por encima del valle de Paro, en el lado derecho del Paro Chu (el río de Paro). Las pendientes de rocas son muy empinadas (casi verticales) y los edificios del monasterio están construidos en la pared rocosa. El complejo del monasterio tiene acceso desde varias direcciones, como el camino noroeste a través del bosque, desde el sur por el camino utilizado por los devotos, y desde el norte (acceso sobre la meseta rocosa, que se llama «Cien Mil Hadas», conocida como Bumda (hBum-brag). Un camino de mulas que conduce a él pasa por un bosque de pinos que está coloridamente adornado con musgo y banderas de oración. Muchos días, las nubes cubren el monasterio y sus alrededores.

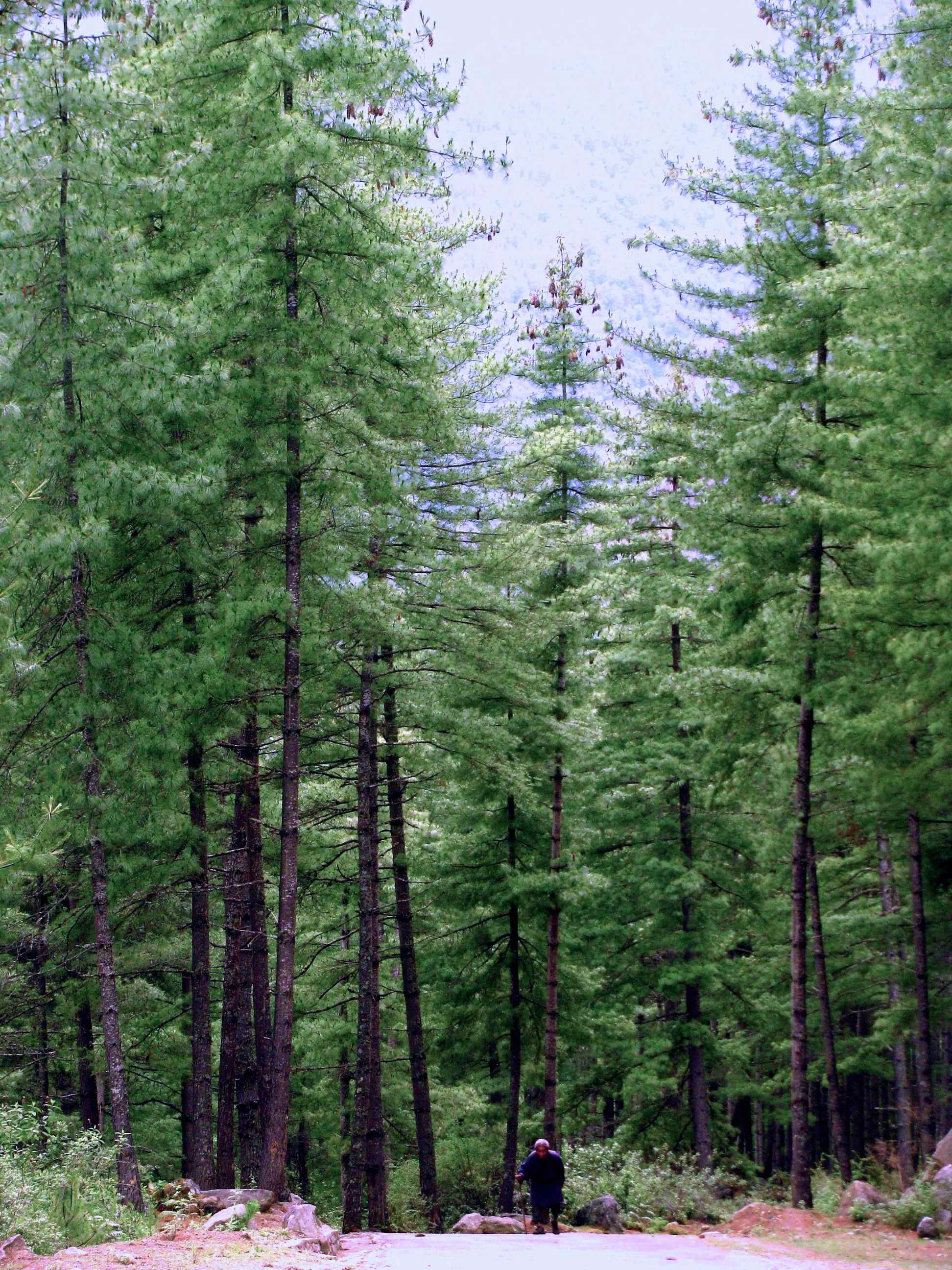
Bosque de pinos en el área

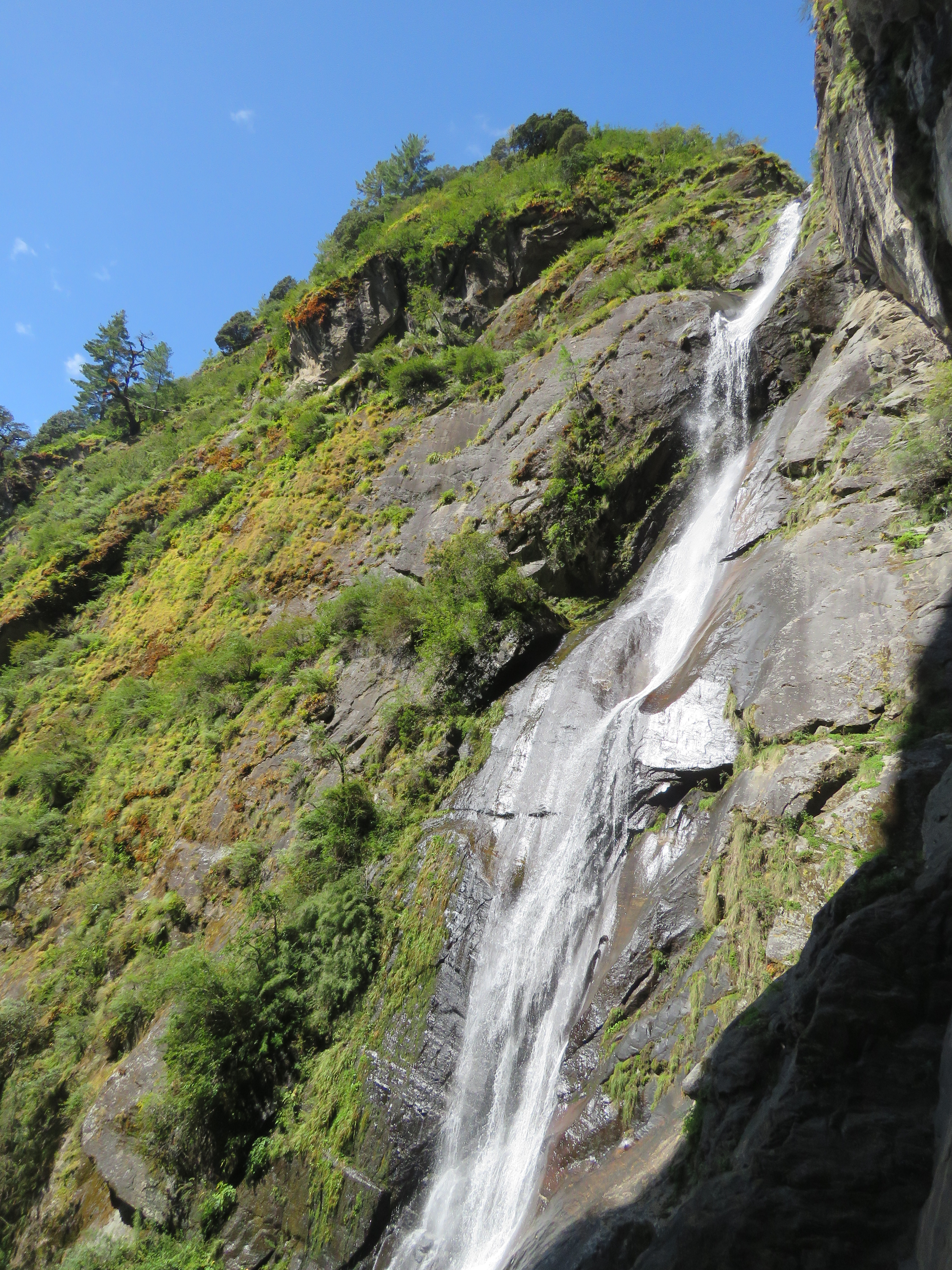
Cascada en el camino al monasterio

Cerca del comienzo del sendero hay una rueda de oración impulsada por agua, puesta en movimiento por una corriente que fluye. Se dice que el agua que toca la rueda es bendecida y lleva consigo su poder purificador a todas las formas de vida en los océanos y lagos en los cuales desemboca. En el camino de acceso al monasterio, hay un Lakhang (una aldea) y un templo de Urgyan Tsemo (U-rgyan rTse-mo) que, como el monasterio principal, se encuentra en una meseta rocosa y escarpada, con una gran perspectiva de varios cientos de metros del valle de Paro. Desde este lugar, los edificios del monasterio se encuentran en el barranco opuesto, que se conoce con el nombre de «Paraíso Montañoso de Color Cobrizo de Padmasambhava». Dicha ubicación sirve como mirador para los visitantes. A lo largo de la ruta se ven pinos azules, banderas de oración y quioscos que venden artículos para el culto (como ruedas de oración, campanas de templos y calaveras). La ruta está salpicada de varios templos. En este camino, un salto de agua, que desciende 60m hasta un estanque sagrado, es vadeado por un puente. La caminata termina en el monasterio principal donde se exhiben pinturas coloridas. También se puede ver la cueva donde meditó el Gurú Rinpoche. Esta cueva se abre al público solo una vez al año.

## Estructura

### Exterior

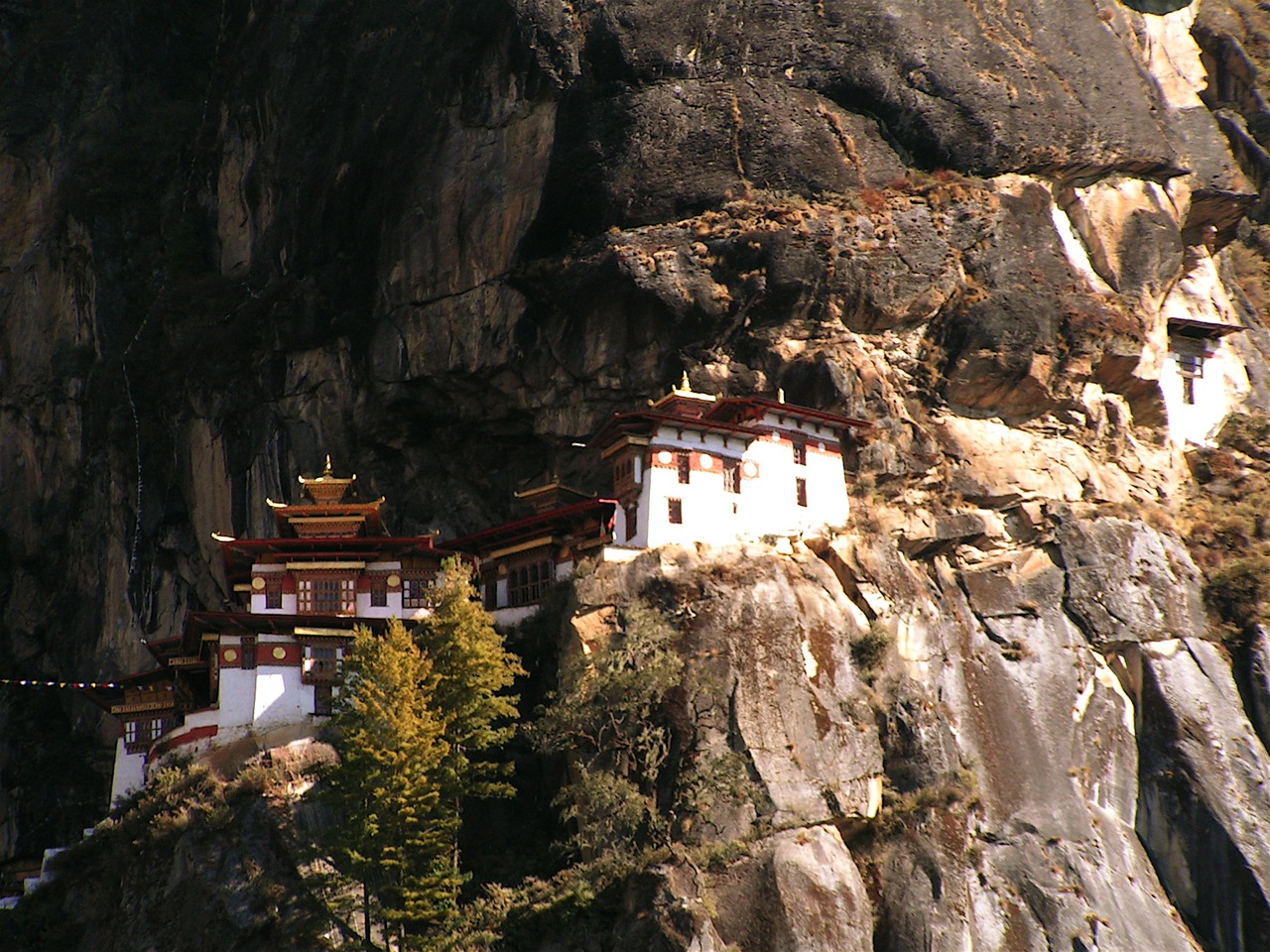
Los templos del Nido del tigre

Los edificios de monasterio constan de cuatro templos principales y zonas residenciales diseñadas para adaptarse a los salientes de granito, las cuevas y el terreno pedregoso. La cueva donde Padmasmabhava entró primero, montando el Tigre, es llamada 'Tholu Phuk', y la cueva original donde residió e hizo la meditación se conoce como 'Pel Phuk'. Dirigió a los monjes espiritualmente iluminados a construir el monasterio aquí. El monasterio está tan precariamente encaramado que se dice: «se aferra a la ladera de la montaña como un gecko». A la cueva principal se accede por un pasaje estrecho. La cueva oscura alberga una docena de imágenes de Bodhisattvas y las lámparas de mantequilla parpadean frente a estos ídolos. Allí también se deifica una imagen de Chenrezig (Avalokitesvara). En una pequeña celda contigua, se coloca la 'Sagrada Escritura'; la importancia de esta escritura es que ha sido escrita con polvo de oro y de hueso triturado de un Lama divino. También se dice que los monjes que practican el budismo Vajrayana (la religión oficial del estado de Bután) en el monasterio cavernoso viven en el lugar durante tres años y rara vez bajan al valle de Paro.
Todos los edificios están interconectados a través de escaleras de piedra. Hay algunos puentes de madera desvencijados a lo largo de los caminos y escaleras para cruzar. El templo en el nivel más alto tiene un friso de Buda. Cada edificio tiene un balcón, que ofrecen vistas del valle de Paro. El monasterio tiene un largo historial de ocupación por monjes.

#### Otras estructuras

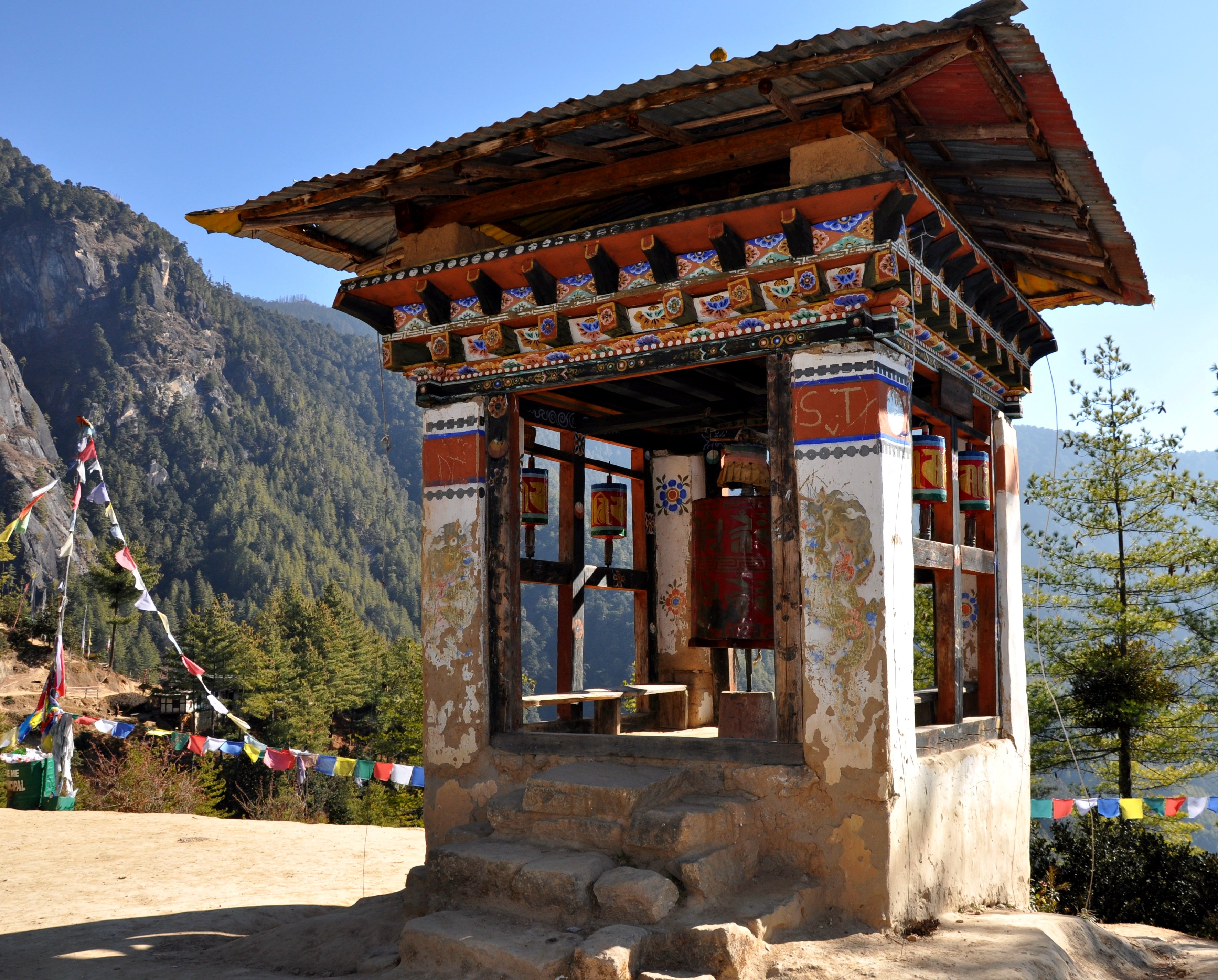
Rueda de oración

Otro lugar importante cerca del santuario es el Urgyan Tsemo, la «Cumbre de Urgyan», la cual cuenta con una pequeña Mani Lakhang. La rueda de oración, girada por un monje anciano, suena todos los días a las cuatro de la mañana. Por encima del Urgyan se encuentra el sagrado templo cavernoso llamado 'Phaphug Lakhang' (dPal-phug IHa-khang), el cual es el principal santuario del Taktshang. Es también la residencia del Lama principal, Karma Thupden Chokyi Nyenci.

### Pinturas

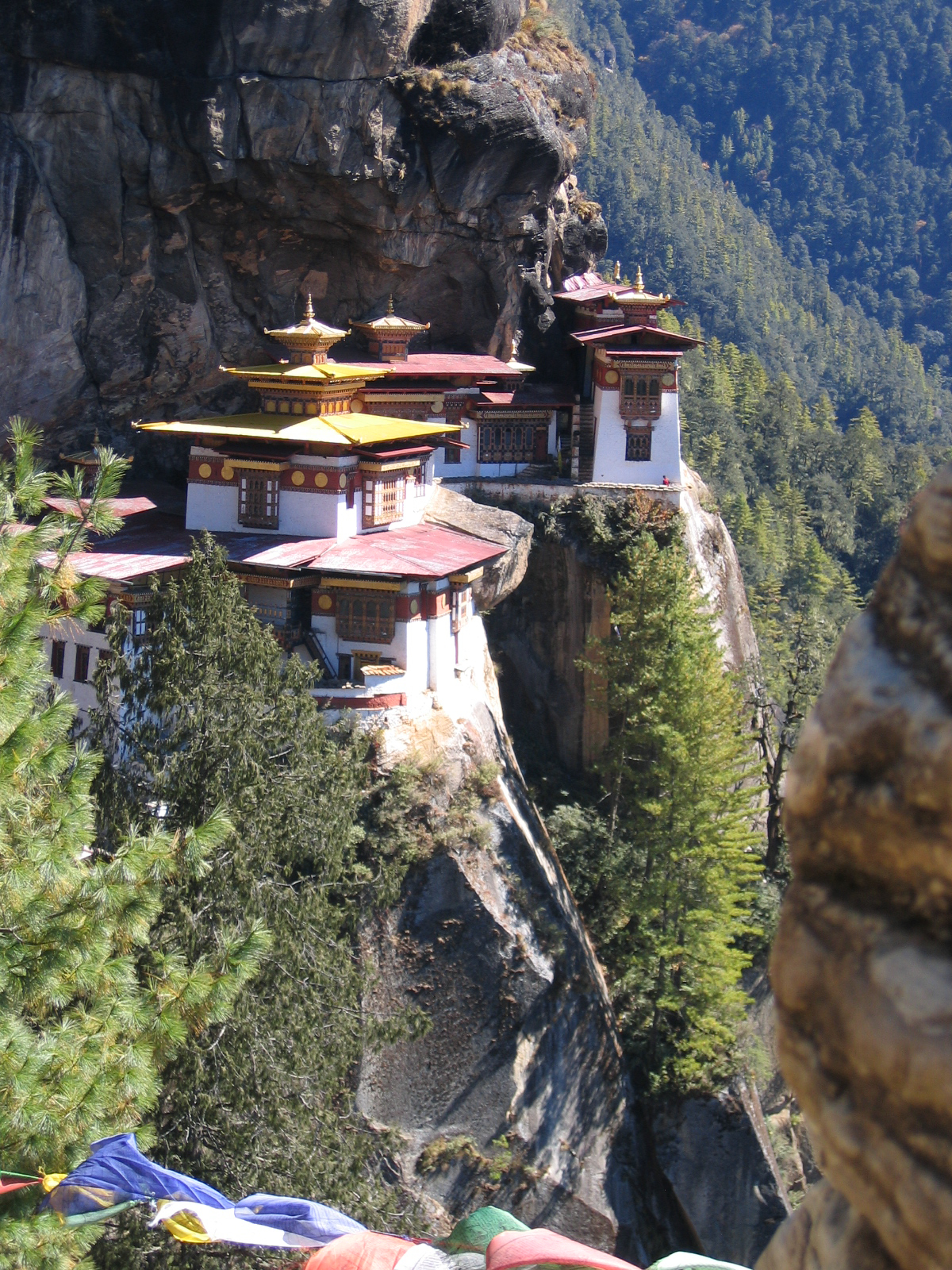
Otra vista del monasterio

El «Paraíso Montañoso de Color Cobrizo de Padmasambahva» (Zangdopari) es vivamente mostrado en una forma de corazón en cada thangkha y también es pintado en las paredes del monasterio como recordatorio constante de la leyenda. Las pinturas están puestas en un pedestal, representando el reino del Rey de Nagas entre Dakinis (mKha-hgro-ma), y el pináculo en la pintura denota el dominio de Brahma. Las pinturas también describen a Klu (Naga), semidioses con una cabeza humana y el cuerpo de una serpiente, los cuales se dice que moran en lagos (denotando que son guardianes de tesoros ocultos). De forma alegórica, buscan representar las 'Sagradas Escrituras'. También se ven representados en las ilustraciones a los denominadores «Caminantes en el cielo» (mKha-hgro-ma).
La colina sagrada está dibujada en el fondo con cuatro caras pintadas con diferentes colores: la cara este es de color blanco cristal, la cara sur es amarilla, la oeste es de color rojo y la norte es de color verde. El palacio tiene cuatro lados y ocho esquinas con sus niveles inferior y superior adornados con joyas. Se dice que el patio con cuatro recintos representa cuatro tipos de conducta. Las paredes están construidas con ladrillos, los balcones están enjoyados con símbolos religiosos. El ambiente se muestra en forma de árboles de los deseos, fuentes del agua de la vida, arcoíris en cinco colores con formaciones de nubes y luz que emana de las flores de loto. El palacio también se muestra con un trono con ocho esquinas lleno de florituras. Se muestra a Padmasmbahva sentado sobre un tallo puro de loto que emite energía divina.
Más detalles representados en las cuatro caras y ocho esquinas son cinco tipos de Budas que reprimen a los demonios viciosos (realizando cuatro actos piadosos) y que son colocados en tronos que se montan sobre los demonios encorvados. Los demonios y Khadoms están representados sentados en tronos de cuatro pétalos y cuatro caras «adornados con atributos nigrománticos» disfrutando de un buen rato; los Khadoms se ven en el patio de cuatro lados del palacio y también en todas las paredes laterales.
La escena es embellecida alrededor de la imagen de Padmashambahava y también en el palacio, con dioses y diosas en los cielos, con porteros en las cuatro puertas y contando con un ejército de mensajeros y criados; todos intentando acabar con los demonios. Se dice que el personal de apoyo mostrado representa a las tribus del Himalaya de periodos pre-budistas.